# Marmota caudata
La marmotta dalla coda lunga (Marmota caudata (I. Geoffroy Saint-Hilaire, 1844)), nota anche come marmotta rossa, è una specie della famiglia degli Sciuridi (Sciuridae) diffusa nelle regioni montuose dell'Asia centrale.

## Descrizione
- M. c. aurea nel Ladakh (India);
- M. c. caudata nel parco nazionale di Deosai (Pakistan).

La marmotta dalla coda lunga è un roditore grande e robusto che può raggiungere i 9 kg, anche se generalmente il suo peso va da 1,5 a 7,3 kg, con i valori minimi in primavera, subito dopo il letargo, e quelli massimi in autunno, appena prima del letargo, quando il suo peso è costituito per più di un quarto da massa grassa. In media i maschi sono leggermente più grandi delle femmine. La lunghezza testa-corpo è di 37–80 cm e la coda misura 16–28 cm. Quest'ultima ha una lunghezza pari al 37-55% di quella del corpo ed è notevolmente più lunga di quella delle altre marmotte, anche se gli esemplari dalla coda più lunga di marmotta grigia  (M. baibacina) e di marmotta delle Alpi (M. marmota) hanno code paragonabili a quelle degli esemplari dalla coda più corta di marmotta dalla coda lunga. Gli occhi sono vicini alla sommità della testa, piuttosto appiattita, le orecchie sono piccole e il collo è corto. Gli arti anteriori sono più lunghi dei posteriori.
Sono state descritte diverse sottospecie di marmotta dalla coda lunga, ma solo tre vengono generalmente riconosciute: M. c. caudata, M. c. aurea e M. c. dichrous. Quest'ultima è stata occasionalmente considerata una specie separata. Si differenziano per la colorazione e per le dimensioni: di queste, M. c. caudata è in media più grande delle altre. M. c. aurea, la sottospecie che occupa la parte più estesa dell'areale, è nel complesso di colore marrone dorato o arancio-fulvo relativamente brillante. Il muso è brunastro e la sommità della testa va di solito dal marrone al nero, ma in zone limitate dell'areale è dello stesso colore del dorso. La punta della coda è spesso nerastra. Anche M. c. caudata ha il muso marrone e i fianchi e le parti inferiori giallastri, ma la sommità posteriore della testa e metà del dorso sono nere, mentre la coda è nera o ricoperta da peli misti giallastri e neri. M. c. dichrous ha le parti inferiori bruno-nerastre, ma è dimorfica per quanto riguarda il colore delle parti superiori: esistono pertanto una forma scura, dal dorso dal bruno-nerastro al marrone opaco, e una forma chiara, dal dorso dal marrone chiaro al crema.

## Biologia
La marmotta dalla coda lunga di solito forma coppie monogame, pur vivendo in gruppi sociali più ampi, dove fino a un massimo di sette adulti condividono un unico home range. È probabile che questi individui siano imparentati tra loro; i giovani adulti normalmente si disperdono solo dopo il completo sviluppo, a tre o più anni di età. Gli adulti estranei vengono tollerati nel gruppo, ma di norma solo un'unica femmina adulta allatta e alleva dei piccoli nel corso di una stagione.
Gli home range della marmotta dalla coda lunga misurano in media circa tre ettari e ospitano circa tre sistemi di tane (da una sola a sei). All'interno della camera di una di queste tane le marmotte vanno in letargo da settembre fino ad aprile o maggio, periodo durante il quale il terreno è coperto di neve per la maggior parte del tempo. Nel corso degli anni possono essere utilizzate per il letargo tane diverse. L'accoppiamento ha luogo tra la fine di aprile e l'inizio di maggio e può avvenire sotto terra prima che questi animali emergano dalla tana dopo l'inverno. Il periodo di gestazione è di circa quattro settimane e mezzo e la cucciolata, composta da circa quattro piccoli, esce dal nido a circa sei settimane di età. Solo circa la metà dei piccoli sopravvive all'estate: alcuni vengono uccisi dai predatori, altri dai maschi adulti che si uniscono al gruppo. La maggior parte degli adulti sopravvive al periodo di letargo, ma una percentuale piuttosto elevata di giovani muore durante il loro primo inverno. Le femmine di solito, pur raggiungendo la maturità sessuale a tre anni, aspettano l'anno successivo per riprodursi.
La marmotta dalla coda lunga è diurna e si nutre di sostanze di origine vegetale. È più attiva al mattino, quando circa il 40% del tempo viene dedicato alla ricerca di cibo. Dopo essere uscite dalla tana, le marmotte si disperdono e non si alimentano in gruppo. Il cibo viene raccolto da terra con la bocca o strappato dalle piante più alte. Tra un pasto e l'altro, la marmotta a volte si erge sulle zampe posteriori e osserva l'ambiente circostante. I membri del gruppo comunicano tra loro, emettendo complessi richiami di allarme quando vengono individuati dei predatori. Reagiscono anche ai richiami di allarme lanciati dai gruppi vicini.

### Predatori
Tra i predatori della marmotta dalla coda lunga figurano la volpe rossa (Vulpes vulpes), il lupo (Canis lupus), l'aquila reale (Aquila chrysaetos) e, forse, l'avvoltoio barbuto (Gypaetus barbatus). Sull'altopiano del Tibet, le varie specie di marmotta fanno anche parte della dieta del leopardo delle nevi.

## Distribuzione e habitat
L'areale della marmotta dalla coda lunga è limitato ad Afghanistan, Kirghizistan, Tagikistan, estremità meridionale del Kazakistan (dove è molto rara), Uzbekistan, Pakistan settentrionale, India nord-occidentale e Cina occidentale. In Cina la sua presenza è stata segnalata solo sulle montagne del Tien Shan nello Xinjiang. Altre catene montuose in cui è presente sono il Pamir, l'Alaj, l'Hindu Kush, il Kunlun, il Karakoram e l'Himalaya nord-occidentale. Nonostante in alcune zone entri in contatto con la marmotta di Menzbier (M. menzbieri), la marmotta grigia (M. baibacina) e la marmotta dell'Himalaya (M. himalayana), non sono noti casi di ibridazione.
Delle tre sottospecie, M. c. aurea è la più diffusa e si trova in tutti i paesi in cui è presente la specie, essendo assente solo dalle regioni abitate dalle due sottospecie rimanenti. M. c. caudata è diffusa nelle zone a sud di Chitral in Pakistan e nelle zone adiacenti dell'India, e M. c. dichrous vive sugli altopiani nei pressi di Kabul e Ghazni in Afghanistan.
Complessivamente la marmotta dalla coda lunga occupa un intervallo altimetrico molto ampio, essendo presente tra i 600 e i 5200 m, ma questo varia notevolmente a seconda della catena montuosa, in quanto il suo limite superiore è per lo più limitato dal limite delle nevi permanenti. Gli unici paesi in cui la specie è stata segnalata al di sotto dei 2000 m sono il Kirghizistan e il Tagikistan, ma in entrambi i luoghi si trova anche molto più in alto. Tollera meglio l'aridità rispetto alla marmotta di Menzbier, sua parente stretta, e alla marmotta grigia, con la quale è imparentata più alla lontana, e nelle zone in cui le specie coabitano la marmotta dalla coda lunga tende ad occupare habitat più asciutti. Inoltre, dove l'areale si sovrappone a quello della marmotta di Menzbier, quella dalla coda lunga si trova ad altitudini più basse, tra 1300 e 2200 m. La marmotta dalla coda lunga si può incontrare in un'ampia varietà di habitat aperti o leggermente boscosi, inclusi prati alpini, steppe pedemontane e d'altopiano, semideserti, boscaglie e boschi aperti (spesso di piante di ginepro alte non più di 4 m), specialmente nelle aree rocciose. Tuttavia, evita i luoghi con terreni salini.

## Tassonomia
Come è già stato detto, gli studiosi riconoscono tre sottospecie:
- M. c. caudata I. Geoffroy Saint-Hilaire, 1844, la forma nominale, diffusa nella regione del Kashmir. Presenta spesso il dorso di colore marrone molto scuro o nero;
- M. c. aurea Blanford, 1875, diffusa nel Turkestan. Viene spesso chiamata marmotta dorata a causa della colorazione giallo brillante o arancio del ventre e dei peli dello stesso colore che vanno a mischiarsi con quelli più scuri su alcune parti del dorso;
- M. c. dichrous Anderson, 1875, presente in Afghanistan. Mostra una colorazione grigiastra, con lati del collo e spalle brizzolati. Il ventre presenta una maggiore quantità di marrone.